# Love Again (華原朋美のアルバム)
『Love Again』（ラブ・アゲン）は、日本の女性歌手、華原朋美の5作目のオリジナル・アルバム。

## 解説
- カナダ留学、米国修行から帰国後、歌手活動を再開しリリースされたアルバム。前作『One Fine Day』からは約2年ぶりとなる。
- 前作『One Fine Day』で華原は全曲単独で作詞を担当したが、本作では作詞に参加はしているものの、全て作詞家との共作となっている。
- また、作曲には小柳ゆきの楽曲を手掛けていた原一博が参加している。
- 「Waiting For Your Smile」は1998年にリリースされたアルバム『nine cubes』に収録されている「waiting for your smile」とは全く別の曲である。
- globeが1998年にリリースしたアルバムまたはシングルであるLove againとは一切の無関係である。
- iTunesをはじめとする主要音楽配信サイトでは、 ワーナー在籍時代の音源は本アルバムのみが唯一配信されていたが、2023年10月26日よりワーナー在籍時代のカタログ作品（シングル・アルバム曲）が一斉に解禁[注 1]された事により、全楽曲が一挙配信された。

## 収録曲
1. We wanna reach back
  - 作詞：川村ヒロ、作曲・編曲：原一博
2. Free mind
  - 作詞：華原朋美・樋口侑、作曲：原一博、編曲：斉藤仁
3. Waiting For Your Smile
  - 作詞：山本成美、作曲：原一博、編曲：斉藤仁
4. regrets
  - 作詞：華原朋美・樋口侑、作曲・編曲：原一博
5. Love Destiny
  - 作詞：華原朋美・樋口侑、作曲・編曲：原一博
6. Never Say Never -japanese version-
  - 作詞・作曲：Andy Marvel・Billy Mann・Jennifer Paige、日本語詞：中山加奈子、編曲：Andy Marvel

18thシングルの日本語バージョン。
7. Love Again
  - 作詞：山本成美、作曲・編曲：斉藤仁
8. Goin' to the music
  - 作詞：樋口侑、作曲：原一博、編曲：斉藤仁
9. Driving to freedom
  - 作詞：佐久間うさぎ、作曲：斉藤仁、編曲：原一博
10. PRECIOUS -album version-
  - 作詞：華原朋美・樋口侑、作曲：Vincent Degiorgio・Berny Cosgrove・Kevin Clark、編曲：斉藤仁

19thシングルのアルバムバージョン。イントロが異なり、冒頭からサビに入るアレンジとなっている。
11. Your Face
  - 作詞：川村ヒロ、作曲：原一博、編曲：斉藤仁
12. あなたのかけら -album version-
  - 作詞：高柳恋、作曲:Vincent Degiorgio・Gary Carolla、編曲：斉藤仁

20thシングルのアルバムバージョン。シングルとは異なり、金管楽器が加わったアレンジとなっている。